# Pierre-Julien de Lanjuinais
Pierre-Julien de Lanjuinais (* 8. November 1733 in Pleumeleuc, Bretagne; † 9. Oktober 1804 in Moudon, Kanton Waadt) war ein französisch-schweizerischer Autor. Er floh aus einem Benediktinerkloster in Le Mans, leitete das Gymnasium von Moudon und verfasste subversive Schriften. Obwohl er darin entgegengesetzte Positionen vertrat, trugen zwei seiner verbotenen Bestseller zur Verbreitung des revolutionären Gedankenguts bei: ein Panegyrikus auf Joseph II., der Ludwig XV. in schlechtes Licht setzte, und eine Schmähschrift auf den Kaiser und dessen Schwester Marie-Antoinette.

## Leben

### Flucht aus dem Kloster
Lanjuinais war der Sohn eines Beamten weltlicher und geistlicher Herrschaften. Mit sechzehn trat er ins Benediktinerkloster Saint-Melaine in Rennes ein. Dieses gehörte der Kongregation des Heiligen Maurus an, einem der Bollwerke der sittenstrengen Jansenisten. Lanjuinais wurde Professor für Philosophie beziehungsweise Theologie in den Maurinerabteien Saint-Florent-le-Vieil und Saint-Vincent in Le Mans. Im letztgenannten Kloster protestierten die Mönche gegen den mondänen Bischof von Orléans und Kultusminister Ludwigs XV., Jarente de La Bruyère, der ihnen 1764 als Kommendatarabt vorgesetzt wurde.
Dieser Konflikt scheint Lanjuinais zum Gegner des Mönchtums und des Königs gemacht zu haben. Noch 1764 floh er nach Lausanne, was ihn zur Konversion zum reformierten Glauben zwang. Dort und in Crans-près-Céligny scheint er in Häusern von Bankiers verkehrt zu haben. 1766 schwängerte er die verwitwete Suzanne Descombes geborene Peguiron (1732–1799) von Cuarny und musste sie heiraten. Sie hatten sechs gemeinsame Kinder. Im erwähnten Jahr erwarb Lanjuinais das Bürgerrecht von Arnex-sur-Nyon. 1767 war er Schulmeister in Payerne, 1768 wurde er Direktor des Gymnasiums von Moudon. 1770 und 1775 bewarb er sich vergeblich um Lehrstühle an der Akademie von Lausanne (Jurisprudenz, Eloquenz).

### Panegyrikus mit revolutionären Tönen

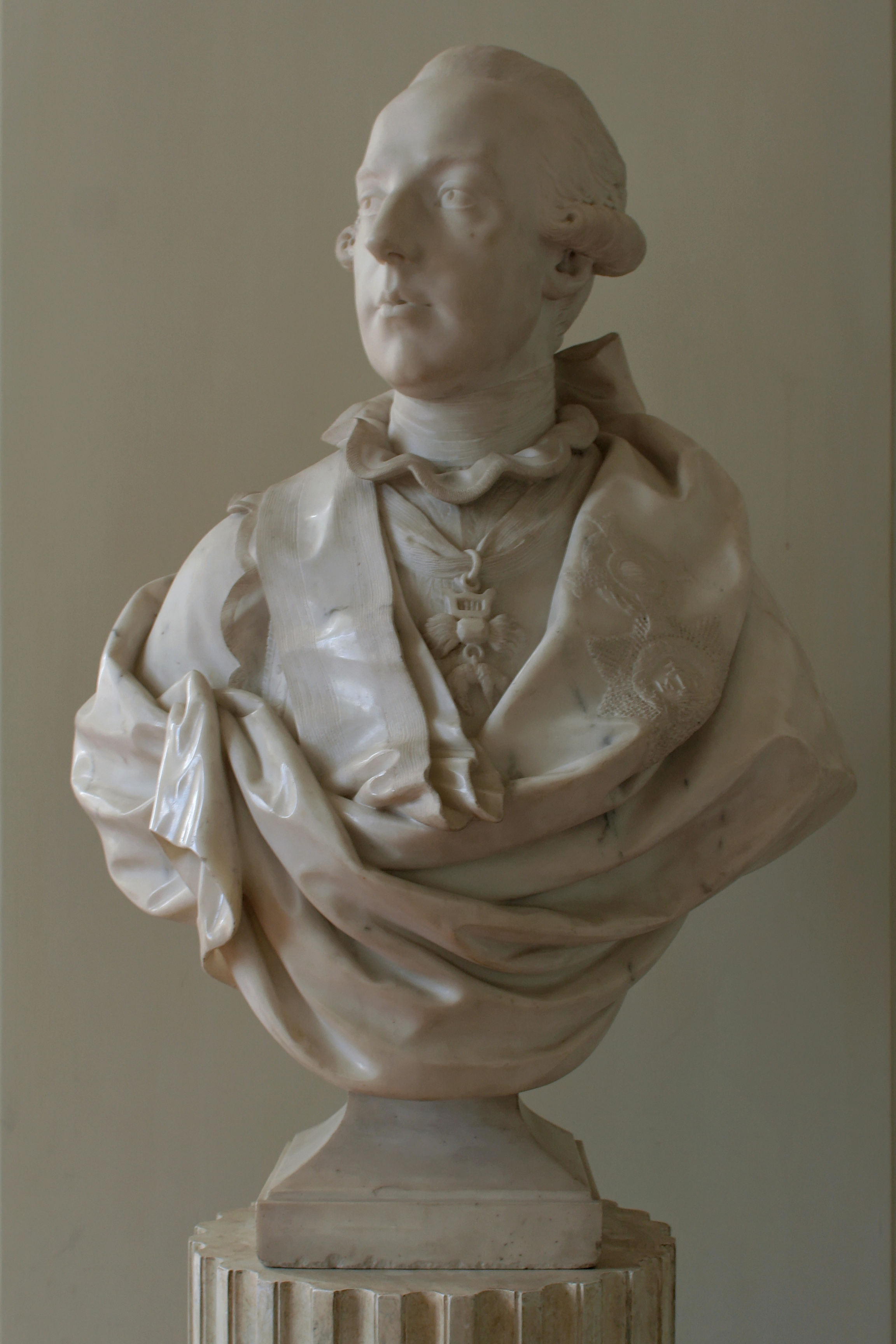
Louis-Simon Boizot: Joseph II., Petit Trianon (1777).

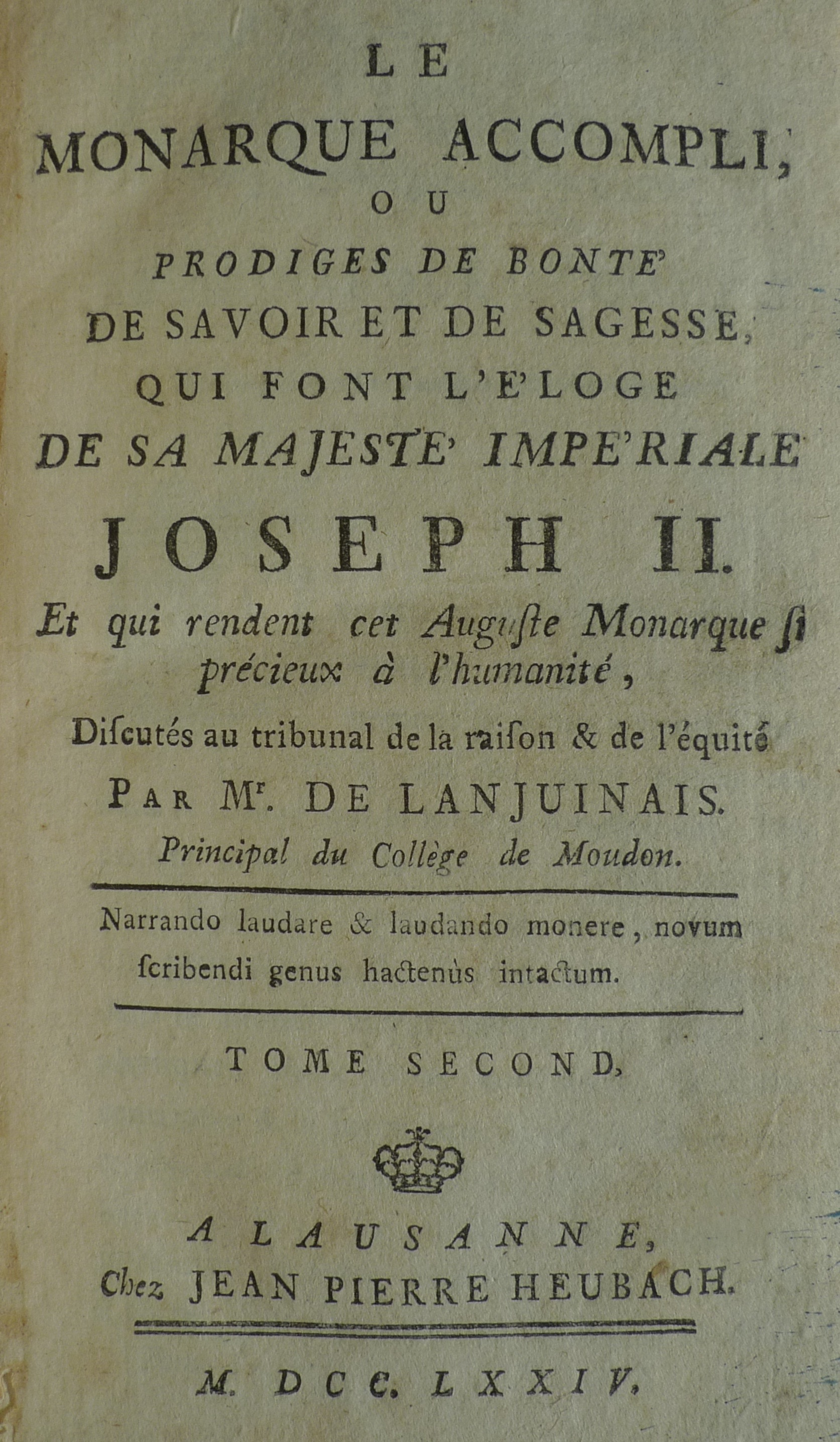
Pierre-Julien de Lanjuinaus: Le Monarque accompli (1774).

Um einen Posten in der Monarchie des Hauses Österreich zu erhalten, verfasste Lanjuinais einen dreibändigen Panegyrikus auf Joseph II. Dieser erschien 1774 unter dem Titel Le Monarque accompli (Der vollende Herrscher) in Lausanne. Es handelt sich grossenteils um eine Kompilation. Die zitierten Autoren, worunter Deisten und Atheisten, werden fast nie genannt. Vor dem Hintergrund des österreichisch-französischen Bündnisses von 1753 nahm Lanjuinais den historischen Joseph II. zum Ausgangspunkt, um ein Gegenbild zum dekadenten Ludwig XV. zu entwerfen. Als ideale Regierungsform betrachtete er, was der von ihm zitierte Antoine-Léonard Thomas als Despotisme de la vertu (Despotismus der Tugend) bezeichnete. Als Alternative dazu sah Lanjuinais nur die Revolution. So schrieb er, wenn die Steuerlast nicht gerechter verteilt werde, müsse man eines Tages die Ungeheuer vertilgen, welche dem armen Volk das Mark aussögen. An die katholischen Fürsten appellierte Lanjuinais, die Klöster aufzuheben, den Zölibat zu verbieten und die Zivilehe, die Scheidung sowie die Kultusfreiheit für die Protestanten einzuführen. Von Joseph II. erhoffte er sich eine Wiedervereinigung der christlichen Kirchen. Weiter trat er für die Bildung der Armen ein und forderte eine Justizreform.
Lanjuinais scheint vom Landvogt von Moudon Karl Philipp Sinner protegiert worden zu sein, dessen Cousin Friedrich Sinner Schultheiss von Bern war. Um eine Belohnung aus Wien ersuchte er vergebens. Er hatte das Pech, dass im Erscheinungsjahr des Werkes der anvisierte Ludwig XV. starb und dessen Nachfolger Ludwig XVI. von der österreichfreundlichen Politik seines Grossvaters abrückte, obwohl seine Gattin Marie-Antoinette die Lieblingsschwester Josephs II. war. Absatzfördernd war hingegen, dass der Monarque accompli 1776 in Paris vom Henker verbrannt wurde. Dies hatte auch einen unerlaubten Nachdruck zur Folge. Die Untergrundzeitschrift L’espion anglois (Der englische Spion) erhob den Verfasser in den Himmel.

### Abrechnung mit der katholischen Kirche
Zur Freude der Jansenisten hatte Clemens XIV. 1773 die Gesellschaft Jesu aufgehoben. Als er ein Jahr später starb, munkelte man, die Jesuiten hätten ihn vergiftet. 1775 veröffentlichte Lanjuinais unter dem Titel L’Esprit du pape Clément XIV eine Abrechnung mit der katholischen Kirche. Wie im Monarque accompli unterschob er seinem Protagonisten die eigenen Ideen, in diesem Fall sein vom Jansenismus geprägtes Bild des Christentums und seine Kritik an der Kurie, den Bischöfen sowie den religiösen Orden. Frankreich verbot auch dieses Buch, der Vatikan setzte es auf den Index. Die Folge waren Teilübersetzungen ins Deutsche und Italienische.
Auf der Suche nach einem gekrönten Sponsor verfasste Lanjuinais 1776 einen weiteren Panegyrikus, diesmal auf Katharina II. von Russland. Er erntete dafür aber nicht mehr Dank als für den Monarque accompli. Auch verkaufte sich das Buch schlecht. Eine spätere Übersetzung ins Russische wurde wohl von einem Sohn des Autors veranlasst, der im Dienst von Staatskanzler Alexander Vorontsov stand.

### Attentatsdrohung gegen einstiges Idol
1777 wurde Lanjuinais vom früheren britischen Premierminister Grafton mit der Erziehung eines Neffen betraut. Da ihm sein Verleger Jean-Pierre Heubach kein Honorar bezahlte, organisierte er seine eigene Druckerei: Er engagierte den Buchdrucker Henri Vincent, dem Schultheiss Sinner persönlich Geld vorschoss. Ein Lehrbuch der Rhetorik aus der Feder von Lanjuinas, das die Société typographique de Moudon herausgab, fand aber wenig Absatz. Als Joseph II. damals durch die Schweiz reiste, ahnte er wohl, dass der Verfasser des Monarque accompli ihn anbetteln wollte, und passierte Moudon im Galopp. Lanjuinais ritt ihm bis Payerne nach, wurde aber nicht vorgelassen. Im selben Jahr veröffentlichte er einen fiktiven Text des königlichen Kaplans William Dodd (1729–1777), der in London wegen Urkundenfälschung gehängt worden war. Darin forderte er ein Ende der Todesstrafe sowie der Verfolgung der Juden und der Protestanten. Grosse Teile des Buches sind Jean-Baptiste-Claude Delisle de Sales abgeschrieben.
Die Herausgabe eines Geografiewerks von François Robert kostete Lanjuinais sein letztes Geld. 1780 veranlassten die Berner Aristokraten, welche alle Buchdruckereien in der Waadt finanzierten, den erwähnten Vincent zum Wegzug nach Lausanne. Immer noch auf eine Belohnung aus Wien hoffend, machte Lanjuinais einen Anverwandten von Staatskanzler Kaunitz ausfindig, der seinen kleinen Sohn an den Genfer See entführt hatte. Doch der Gesuchte entfloh nach Frankreich, wodurch Lanjuinais die ausgesetzte Belohnung entging. Genauso erfolglos blieb ein Versuch, dem französischen Botschafter in Solothurn angebliche Operationspläne der britischen Admiralität zu verkaufen. Schliesslich hinterbrachte – immer noch 1780 – ein Unbekannter dem kaiserlich-königlichen Residenten in Basel, Joseph von Nagel, Schweizer Aristokraten wollten in Wien ein Attentat auf Joseph II. verüben. Für die Entdeckung des Projekts verlangte er hunderttausend Gulden, die bei Lanjuinais abzugeben seien. Ein Handschriftenvergleich überführte diesen aber, die Attentatsdrohung selber geschrieben zu haben, und der Kaiser verbot jede weitere Korrespondenz mit ihm.

### Schmähschrift auf Marie-Antoinette

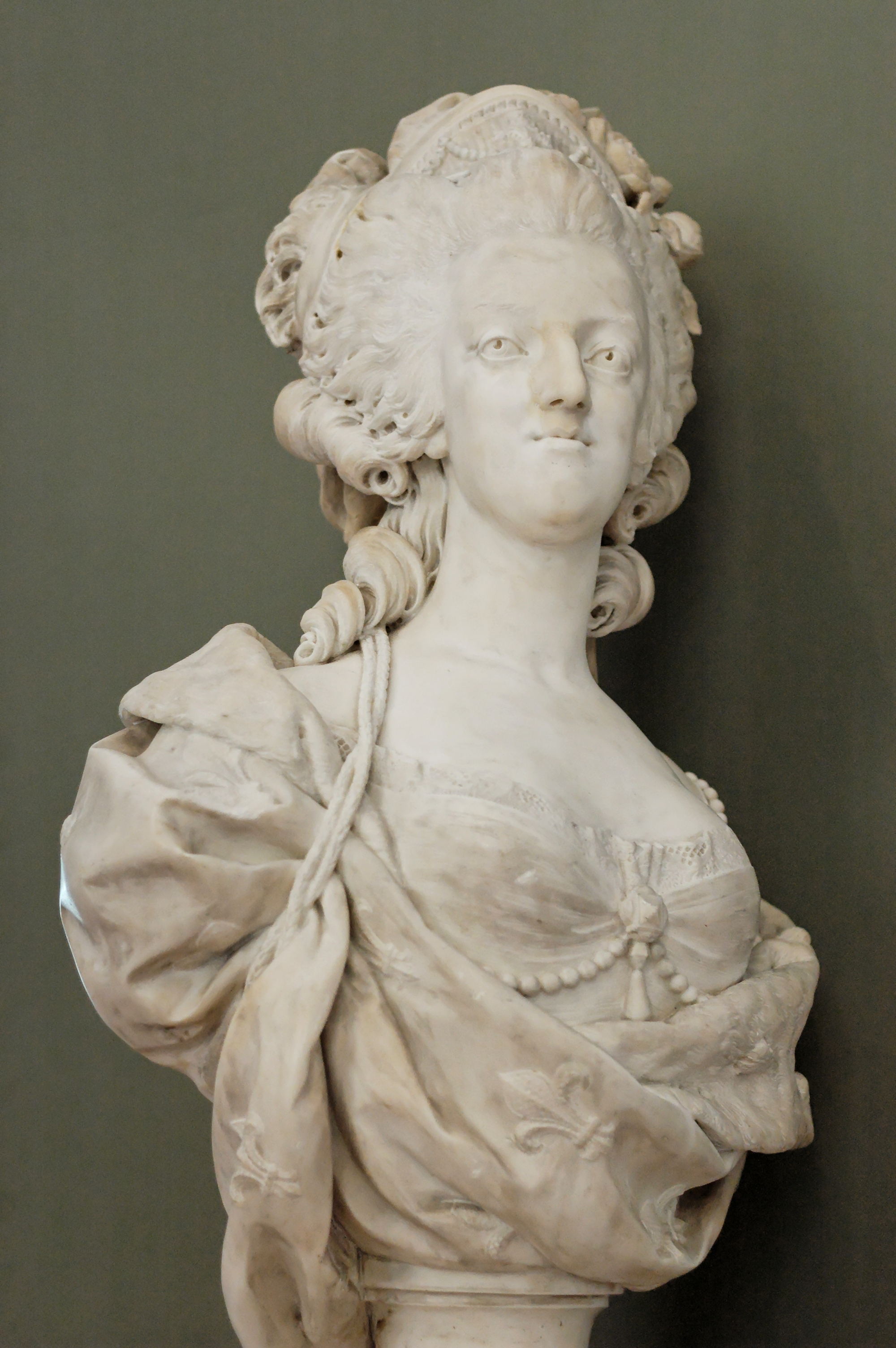
Louis-Simon Boizot: Marie Antoinette, Louvre (1781).

1781 veröffentlichte Lanjuinais ein unterschobenes Supplement zum Espion anglois (siehe oben). Darin unterstellte er Joseph II. die Absicht, das Elsass und Lothringen zurückzuerobern und als Vorbereitung darauf die Schweiz zu destabilisieren. Einen Anhänger des Kaisers, den in die Bastille geworfenen Schriftsteller Linguet, bezeichnete er als „Anwalt der Nero und Caligula“. Um seinem einstigen Idol zu schaden, reihte sich Lanjuinais auch unter die Pamphletisten ein, die dessen Schwester Marie-Antoinette dämonisierten. Nicht nur kritisierte er den Lebensstil der Königin, sondern als Erster auch deren angeblichen Einfluss auf die Politik ihres Gatten. So schrieb er ihr zu Unrecht den Sturz Neckers zu. Sonst enthält das Supplément à l’Espion anglois grösstenteils Polemik gegen England, einschliesslich einer Attentatsdrohung gegen Georg III. Es wurde verboten, aber 1782 in Rouen nachgedruckt. Wie der Monarque accompli figuriert es unter den verbotenen Bestsellern des vorrevolutionären Frankreichs.
Das Supplément war die letzte Schrift, welche Lanjuinais veröffentlichen konnte. Als Resident Nagel starb, präsentierte er dessen Nachfolger Emanuel von Tassara eine imaginäre Rechnung für den Monarque accompli. 1787 bot er Tassara an, das Kloster Reichenau in ein Lazarett umzuwandeln. 1789 bat er den Herzog von Orléans und die Nationalversammlung in Paris um die Stellung eines Verwalters von Versoix. 1794 bewarb er sich nochmals vergeblich um eine Professur in Lausanne (Philosophie). Fast zum Verhängnis wurde ihm sein gutes Verhältnis zu dem schriftstellernden Landvogt Franz Rudolf von Weiss, der während der Helvetischen Revolution zum Oberbefehlshaber der bernischen Truppen in der Waadt ernannt wurde: Die Jakobiner von Moudon wollten ihn als Rektor absetzen, was französische Stellen aber verhinderten.
Da das Französische damals von allen Gebildeten Europas verstanden wurde, beschränkte sich die Wirkung der Pamphlete von Lanjuinais – wie ein Blick in Bibliothekskataloge zeigt – nicht auf den französischen Sprachraum.

## Werke
- Le Monarque accompli, ou Prodiges de bonté, de savoir, et de sagesse, qui font l’éloge de Sa Majesté Impériale Joseph II. et qui rendent cet Auguste Monarque si précieux à l’humanité, discutés au tribunal de la raison & de l’équité par Mr. de Lanjuinais, Principal du Collège de Moudon. 3 Bände, Lausanne, Jean-Pierre Heubach, 1774. (1: Digitalisat; 2: Digitalisat; 3: Digitalisat)
- L’esprit du pape Clément XIV, mis au jour par le R(évéré) P(ère) B(uontempi), confesseur de ce souverain pontife & dépositaire de tous ses secrets, traduit de l’italien par l’abbé C(arrié?). Amsterdam, chez Mathieu Klootmann (Lausanne, Jean-Pierre Heubach) 1775. (Digitalisat)
- Éloge historique de Catherine II, impératrice de Russie, & c., par Mr. de Lanjuinais, principal du collège à Moudon.[24] Londres, chez Edward Windham (Lausanne, Jean-Pierre Heubach), 1776.
- Manuel des jeunes orateurs ou Tableau historique & méthodique de l’éloquence chez les Grecs, les Romains & les Français, par Mr. de Lanjuinais, pp. du collège de Moudon. 2 Bände, Moudon, Société typographique, 1777. (1: Digitalisat; 2: Digitalisat)
- Soliloques ou lamentations du docteur Dodd dans sa prison, suivis du discours adressé à ses juges avant de subir son supplice, traduit de l’anglois. Moudon, Société typographique, 1777. (Digitalisat)
- Supplément à l’Espion anglois, ou Lettres intéressantes sur la retraite de M. Necker ; sur le sort de la France & de l’Angleterre ; & sur la détention de M. Linguet à la Bastille, adressées à Mylord All’Eye, par l’auteur de l’Espion anglois. Londres, chez John Adamson (Lausanne, Jean-Pierre Heubach), 1781. (Digitalisat)

## Fussnoten
1. ↑  Der in der Literatur genannte Vorname Joseph ist jener eines Bruders, nämlich des Vaters des bekannten Revolutionärs Jean-Denis Lanjuinais, mit dem Pierre-Julien ebenfalls oft verwechselt wird.
2. ↑  Wie die Jansenisten der Französischen Revolution den Boden bereiteten, zeigt Dale K. Van Kley in: The Religious Origins of the French Revolution. New Haven (Connecticut)/London 1996.
3. ↑  Unter anderen Voltaire, Rousseau, Helvétius, d’Alembert, Antoine-Léonard Thomas, Beccaria und Mercier.
4. ↑  Le Monarque accompli. 2. Band, S. 101.
5. ↑  Le Monarque accompli. 1. Band, S. 116.
6. ↑  Le Monarque accompli. 1. Band, S. 217, 255, 278, 281.
7. ↑  Le Monarque accompli. 3. Band, S. 252.
8. ↑  Arrest de la Cour du Parlement, qui condamne un écrit intitulé Le Monarque accompli. Paris, 3. Mai 1776. (Digitalisat)
9. ↑  Der erste Band trägt die Jahreszahl 1776. Ein weiterer Nachdruck erschien 1780.
10. ↑  L’esprit du pape Clément XIV.
11. ↑  Der Geist Klemens XIV. London (Ulm) 1775. (Digitalisat)
12. ↑  Lo spirito di Clemente XIV. 2 Teile, Amsterdam 1777.
13. ↑  Éloge historique de Catherine II.
14. ↑  Екатерина Великая. Übersetzt von Mikhail Dmitrievich Kostogorov. Moskau, A. Rechetnikov, 1802.
15. ↑  Manuel des jeunes orateurs.
16. ↑  Soliloques ou lamentations du docteur Dodd.
17. ↑  De la Philosophie de la nature. Amsterdam 1770.
18. ↑  Rüdiger Joseph Johann Graf von Starhemberg (1742–1789).
19. ↑  Supplément à l’Espion anglois. S. 27 ff.
20. ↑  Supplément à l’Espion anglois. S. 205.
21. ↑  Vivian R. Gruder: The Question of Marie-Antoinette. In: French History, 16/2002, S. 274.
22. ↑  Supplément à l’Espion anglois. S. 20.
23. ↑  Robert Darnton: The Forbidden Best-Sellers of Pre-Revolutionary France. New York 1995, S. 64 f.
24. ↑  Der Name von Lanjuinais ist auf den meisten Exemplaren weggelassen.

| Personendaten    | Personendaten                                           |
| ---------------- | ------------------------------------------------------- |
| NAME             | Lanjuinais, Pierre-Julien de                            |
| ALTERNATIVNAMEN  | Lanjuinais, Joseph; Lanjuinais, Joseph de               |
| KURZBESCHREIBUNG | französisch-schweizerischer Autor politischer Schriften |
| GEBURTSDATUM     | 8. November 1733                                        |
| GEBURTSORT       | Pleumeleuc                                              |
| STERBEDATUM      | 9. Oktober 1804                                         |
| STERBEORT        | Moudon                                                  |